# باتمان (کرمانشاه)
باتمان نام یک روستای تاریخی از توابع استان کرمانشاه ایران می‌باشد. باتمان در دهستان راز آور از بخش مرکزی شهرستان کرمانشاه قرار دارد. تا سال ۱۳۷۵ این روستا جزو دهستان بیلوار در بخش مرکزی شهرستان کامیاران بود.

## جمعیت
جمعیت این روستا ۱۱۷ خانوار و ۴۵۰نفر است. مردم آن به کردی صحبت می‌کنند. در ۵ کیلومتری شهرستان کامیاران و ۵۵ کیلومتری شهرستان کرمانشاه قرار دارد.